# Климатгейт
Климатгейт (от англ. Climategate, назван по аналогии с Уотергейт) — скандал, связанный с утечкой архива с электронной перепиской, файлами данных и программами их обработки из отделения климатологии британского университета Восточной Англии.

## История
В ноябре 2009 года неизвестные лица распространили через интернет архивный файл, который содержал информацию, похищенную из отделения климатологии (Climatic Research Unit, CRU) университета Восточной Англии. Этот отдел является одним из трёх основных поставщиков климатических данных для Межправительственной группы экспертов по изменению климата (МГЭИК, англ. IPCC) при ООН.
Содержание архива дало возможность критикам теории антропогенного глобального потепления (АГП) утверждать, что, как они и говорили ранее, климатологи-сторонники теории АГП:
- скрывают информацию о климате от противников теории[2][3];
- удаляют файлы и переписку, лишь бы не раскрывать их в соответствии с законами о свободе информации[3];
- искажают результаты наблюдений с тем, чтобы подтвердить глобальное потепление[4];
- препятствуют публикации научных трудов, не согласных с их взглядами[3][5].

Климатологи, вовлечённые в скандал, отрицали эти обвинения и предлагали невинные объяснения опубликованной переписки.
Полиция Норфолка вела расследование компьютерного взлома в CRU. 24 ноября 2009 года университет Восточной Англии начал независимое расследование по поводу содержания переписки. На время расследования руководитель CRU, профессор Фил Джонс, временно оставлял свой пост. Расследование проводилось также в университете Пенн Стэйт, где работает Майкл Манн. Несмотря на то, что все официальные расследования подтвердили безосновательность выдвигаемых против климатологов обвинений, скандал способствовал усилению настроений недоверия и климатического скептицизма среди общественности.

## Цитаты из архива с комментариями критиков и авторов
По информации газет The Daily Telegraph и Christian Science Monitor, следующие фрагменты из переписки вызывали наибольшую критику:
- 16 ноября 1999 года Фил Джонс писал:

«Я только что использовал трюк Майка из журнала Nature и добавил настоящие температуры к каждому ряду значений … чтобы скрыть снижение».
 Критики утверждают, что это письмо — признание в обмане со стороны Джонса. Джонс утверждает, что этот монтаж двух разнородных графиков был описан им в литературе, и он использовал слово «трюк» (англ. trick) не в смысле «фокус» или «обман», а как описание сложной операции, доступной только профессионалам.
- 11 марта 2003 года Джонс написал:

«Я напишу в журнал и скажу им, что пока они не избавятся от этого проблемного редактора, я не буду с ними иметь дела».
 Критики утверждают, что Джонс демонстрирует свою готовность идти на любые меры, чтобы предотвратить появление статей критически настроенных авторов в уважаемых журналах. Джонс утверждает, что редактор допускал публикацию «мусора» и он пытался просто улучшить качество журнала Climate Research.
- 4 июня 2003 года Майкл Манн написал:

«было бы хорошо постараться ограничить мнимый средневековый тёплый период, хоть у нас и нет пока реконструкции температуры для полушарий для того времени».
 Критики утверждают, что сторонники теории АГП безосновательно занизили температуры средневекового тёплого периода с тем, чтобы представить современные температуры беспрецедентно высокими.
- 8 июля 2004 года Джонс писал:

«Я не могу себе представить ни одной из этих статей в следующем отчёте МГЭИК. Я и Кевин не пропустим их туда, даже если придётся пересмотреть понятие рецензируемой литературы».
 Критики утверждают, что Джонс тем самым признаётся в подрыве научного процесса в климатологии. Джонс утверждает, что это утверждение — чисто риторическое. Обе статьи, про которые он говорит в письме, вошли в отчёт.
- 29 мая 2009 года Джонс написал:

 «Не могли бы Вы удалить переписку с Кевином по поводу AR4? Кевин тоже это проделает».
 Критики утверждают, что Джонс пытался скрыть переписку по поводу отчёта МГЭИК AR4 от своих оппонентов, которые пытались получить от него данные в соответствии с законом о свободе информации. При этом Джонс предлагал этот закон нарушить.
- 12 октября 2009 года Кевин Тренберт написал:

 «Факт заключается в том, что мы не можем объяснить недостаточное потепление к настоящему моменту, и то, что мы этого не можем, это просто какое-то издевательство (The fact is that we can’t account for the lack of warming at the moment and it is a travesty that we can’t)… Наша система наблюдений неадекватна».
 Критики утверждают, что Тренберт соглашается с одним из их основных тезисов — что климат за последние десять лет не потеплел и признаётся в недостаточной определённости накопленных данных.

## Результаты официальных расследований
Проведено несколько независимых расследований, изучалась деятельность ученых, участвовавших в электронной переписке. Все эти расследования оправдали ученых:
- В феврале 2010 года университет штата Пенсильвания издал доклад о результатах расследования, проведенного в отношении всех е-мэйлов с участием д-ра Майкла Манна, профессора кафедры метеорологии этого университета. Расследование показало, что «не существует убедительных доказательств того, что доктор Манн в настоящее время или когда-либо в прошлом занимался, либо участвовал, прямо или косвенно, в каких-либо действиях с намерением скрыть или фальсифицировать научные данные». О «трюке Майка» расследование пришло к выводу, что «так называемый „трюк“ был не более чем статистическим методом, используемым для сведения двух или более различных наборов данных правомерным образом с использованием приемов, которые были известны ранее и обсуждались широким кругом специалистов в данной области»[13].
- В марте 2010 года комитет по науке и технике палаты общин Великобритании опубликовал доклад с выводом, что критика отделения климатологии (CRU) была безосновательной, и что «действия профессора Джонса соответствовали обычной практике, принятой в климатологическом сообществе»[14].
- В апреле 2010 года университет Восточной Англии совместно с Королевским обществом учредил Международную группу по научной оценке под руководством профессора Рона Оксбурга. Доклад Международной группы оценил уровень добросовестности исследований, опубликованных отделением климатологии (CRU) и констатировал, что не существует «никаких доказательств преднамеренно недобросовестной научной практики в какой-либо из работ CRU»[15].
- В июне 2010 года университет штата Пенсильвания опубликовал свой окончательный доклад о результатах расследования, определивший, что «нет оснований для обвинений в отношении д-ра Майкла Манна»[16].
- В июле 2010 года университет Восточной Англии опубликовал результаты независимой проверки переписки CRU. Электронная почта изучалась для оценки признаков манипуляции или сокрытия данных. Был сделан вывод, что «добросовестность и честность учёных не вызывают сомнений»[17].
- В июле 2010 года Агентство по охране окружающей среды США исследовало электронные письма и пришло к выводу, что «это просто откровенная дискуссия ученых, работающих над вопросами, возникающими при компилировании и представлении больших и сложных наборов данных»[18].
- В сентябре 2010 года правительство Великобритании издало ответ на доклад комитета по науке и технике палаты общин под председательством сэра Рассела. По вопросу раскрытия данных правительство пришло к выводу, что «в случае с CRU учёным не было официально разрешено выдавать данные». По вопросу о попытках исказить процесс экспертной оценки в документе указано, что «представленные доказательства не означают, что профессор Джонс пытался подорвать процесс экспертного рассмотрения. Учёные не должны подвергаться критике за их неофициальные комментарии научных работ»[19].
- В феврале 2011 года генеральный инспектор Министерства торговли США провел независимый анализ писем и не обнаружил «в электронной переписке CRU никаких доказательств того, что Национальная администрация по исследованию океана и атмосферы США (NOAA) ненадлежащим образом манипулирует данными»[20].
- В августе 2011 года, Национальный научный фонд США (NSF) опубликовал своё заключение: «Ввиду отсутствия неправомерных действий в ходе научных исследований или иных вопросов, возникающих в силу различных правил и законов о которых говорилось выше, дело закрыто»[21].

## Доступ к информации
Архив писем доступен в Интернете с именем файла FOIA.ZIP или FOIA2009.zip. FOI в названии файла — это сокращение слов англ. Freedom Of Information, «свобода информации».
Подробные обсуждения ведутся специалистами-климатологами в основном в блогах:
- сторонники теории глобального потепления излагают свои аргументы в известном блоге RealClimate Архивная копия от 12 декабря 2004 на Wayback Machine[11]
- известные блоги их противников: Climate Audit Архивная копия от 4 февраля 2005 на Wayback Machine, Watts Up With That? Архивная копия от 8 декабря 2009 на Wayback Machine

Так же интерес представляет файл HARRY_READ_ME.txt, который содержит записки программиста, который в 2006—2009 годах разбирался в программах CRU.
Детальный разбор переписки с позиции скептиков был написан Джоном Костелла (150 страниц Архивная копия от 11 февраля 2010 на Wayback Machine).

## Климатгейт 2.0
Повторная утечка произошла в 2011 году: файл объёмом 173 МБ под названием «FOIA2011» с 5000 писем внутри был размещён на сервере Sinwt.ru.